# Mega Snake
Pour plus de détails, voir Fiche technique et Distribution.
Mega Snake est un téléfilm américain réalisé par Tibor Takács, diffusé le 25 août 2007 sur Sci Fi Channel.

## Synopsis
Le téléfilm commence en 1987, où le jeune Les Daniels, souffrant d'ophidiophobie, est contraint d'aller à un mariage où se trouvent des serpents. Quand il est censé donner l'un des serpents à son père, il hésite, ce qui donne au serpent assez de temps pour mordre une artère de son père qui meurt en quelques minutes.
Vingt ans plus tard, Les a toujours peur des serpents, ce qui est souvent un sujet de moquerie pour son frère aîné Duff. Pour l'aider à se remettre de sa phobie, Duff va chez un Amérindien propriétaire de serpents nommé Faucon Hurlant. Faucon lui raconte alors la vie du serpent minuscule à l'intérieur d'un pot posé sur son bureau. Cette créature est un Unteka, antique serpent qui peut grandir à une vitesse impressionnante, et qui a tué de nombreux membres de sa tribu Hawk. En retour, les Hawk ont tué tous les Unteka sauf celui dans le pot qui est le dernier de son espèce. Faucon Hurlant ne veut pas donner Unteka à Duff, mais celui-ci le lui vole. Trois règles sont à suivre impérativement pour garder un Unteka sans danger : "ne pas le laisser sortir du pot, ne pas le laisser manger quelque chose de vivant et ne jamais en avoir peur."
De retour à la maison, Duff casse accidentellement le pot. Les voit alors le serpent doubler de taille presque instantanément, mais Duff ne croit pas son frère. Cette nuit-là, tandis que Duff dort, le serpent mange le chat. Il a maintenant grandi de près de vingt fois sa taille. Il se faufile hors dans le poulet Coop, tuant tous, mais l'un d'eux, qu'il termine rapidement éteint.[incompréhensible]
Quand la mère de Les entend ce vacarme, elle sort pour voir ce qui se passe et subit le même sort. Duff prend peur et commence à croire la légende. Il se renseigne auprès de tueurs de serpents sur la manière de l'arrêter ; ils lui répondent que si le serpent n'a pas encore atteint sa taille complète, il faudrait le poignarder à la tête. Duff s'exécute et semble avoir tué le serpent. Mais la nuit suivante, le serpent ressuscite, le tuant ainsi que son chien.
Les, de retour chez lui après une longue nuit de beuverie, retrouve sa maison saccagée. Il appelle sa copine Erin, qui est officier de police, ainsi que son ex-petit ami Bo, chef de la police locale. Lorsque Les affirme qu'il croit sa famille morte, Bo le suspecte d'être le tueur et l'arrête. Pendant ce temps, Unteka attaque, tue et mange une famille en vacances dans les bois. Erin commence à croire l'histoire de Les, au contraire de Bo, et enquête plus profondément dans les bois. Lorsqu'elle trouve une peau de serpent géant, ce qui signifie que la créature est en train de muer et toujours en croissance, elle aide Les à s'échapper puis ils se rendent tous deux chez Faucon Hurlant pour tenter d'en savoir plus sur Unteka. Pendant ce temps, Bo et son équipe rencontrent l'énorme créature qui leur saute dessus. Blessé, Bo est le seul à parvenir à s'échapper. Avant de mourir, il atteint la maison des chasseurs de serpent dont Duff lui avait parlé. Tous essaient en vain de tuer le serpent, mais meurent au combat.
Pendant ce temps, Faucon, Les, Erin et Screaming partent à la recherche du serpent pour le tuer. Unteka, qui mesure maintenant plus de 70 pieds de long, se dirige vers la foire du comté, où Dark Horse Comics[Qui ?] fait une apparition en tant qu'invité. Le serpent tue un jeune couple et trois hommes. Le groupe parvient à retenir le serpent assez longtemps pour sauver quelques personnes avant de devoir fuir. Sur le chemin dans le parc, le trio voit une petite fille piégée pendant sa promenade. Erin est incapable de la sauver et elle finit par être mangée. Au même moment, Erin appelle Les, mais il n'a plus de talkie-walkie Faucon Hurlant, blessé, essaie de combattre le serpent qui a avalé Les. Il décide alors de se laisser manger et d'atteindre son cœur. Le serpent est tué et Erin sauvée.
Quelques mois plus tard, Les et Erin se marient et ont leur premier enfant. Les a finalement dominé sa peur des serpents.

## Fiche technique
- Titre : Mega Snake
- Réalisation : Tibor Takács
- Scénario : Robby Robinson et Alexander Volz, d'après une histoire de Boaz Davidson (en)
- Production : Boaz Davidson, Avi Lerner, Israel Ringel et Oren Senderman
- Société de production : Nu Image Films
- Musique : Inconnu
- Photographie : Emil Topuzov
- Montage : Ellen Fine
- Décors : Rosen Stefanov
- Costumes : Inconnu
- Pays d'origine : États-Unis
- Format : Couleurs - 1,85:1 - Dolby Digital - 35 mm
- Genre : Horreur, science-fiction
- Durée : 90 minutes
- Date de diffusion : 25 août 2007 (États-Unis)

## Distribution
- Michael Shanks : Les Daniels
- Siri Baruc : Erin
- John T. Woods : Duff Daniels
- Matthew Atherton : Feedback
- Nick Harvey : Cooley
- Ben Cardinal : Screaming Hawk
- Terence H. Winkless : M. Jensen
- Andrea Enright : Mme Jensen
- Stanimir Stamatov : le policier
- Michal Yannai (en) : Fay

## Autour du film
- Le tournage s'est déroulé à Sofia, en Bulgarie.